# Jean-Pierre Dedonder
Jean-Pierre Dedonder, né le 6 mai 1946, est un universitaire français, spécialiste en physique nucléaire théorique. Il dirige l'université Paris VII de 1992 à 1997 et est recteur de l'académie de Créteil de mai 1998 à juin 2000

## Formation
Titulaire d'un baccalauréat passé en partie aux États-Unis en 1963, il s'inscrit à la faculté des sciences d’Orsay où il suit des études de physique. Après un stage d’été au Conseil européen pour la recherche nucléaire en 1966, il se spécialise en physique nucléaire théorique, études qui débouchent sur un doctorat de troisième cycle sur l'« Étude de la diffusion élastique Pion-Carbone 12 au voisinage de la résonance (3-3) », soutenu le 10 décembre 1970 à Orsay, puis sur une thèse d’État-ès-sciences soutenu le 2 juillet 1979 toujours à Orsay sur « Quelques applications de la théorie de la diffusion multiple à l’étude de l’interaction hadron noyau aux énergies intermédiaires ».

## Carrière

### Carrière universitaire
À partir d'octobre 1967, il occupe les fonctions d'assistant délégué, puis d'assistant-stagiaire, puis d'assistant-titulaire à la faculté des sciences. Il est ensuite nommé à l'université Paris VII où à partir d'octobre 1973 il est maitre-assistant, puis maitre-stagiaire, puis maitre titulaire en 1975. En janvier 1985, il accède au rang de professeur de 2e classe, en 1990 à celui de professeur de 1re classe et enfin en 1995 à celui de classe exceptionnelle. Il enseigne dans les trois cycles universitaires.
Ses activités l'amènent à exercer à l'étranger. Il exerce ainsi les fonctions de chercheur invité à l'Institut Paul Scherrer de septembre 1977 à octobre 1978, institution où il passe par la suite plusieurs semaines par an pendant les 20 années suivantes. Il effectue par la suite d'autres séjours ou collaborations, notamment à l'université de Pennsylvanie à Philadelphie avec le professeur Ralph D. Amado, à l'université d'État du Nouveau-Mexique avec le professeur William R. Gibbs, à l’institut de physique de l’université de Bologne avec le Dr Francesco Cannata, ou encore à l'institut de physique nucléaire de Cracovie avec le Dr Leonard Lesniak.

### Fonctions administratives
Il exerce plusieurs fonctions au sein de son université, comme celle de directeur de l’UFR de physique en 1987, puis celle de vice-président du conseil scientifique de ce même établissement en 1990. Il y est ensuite président de 1992 à mars 1997. Toujours dans le domaine universitaire, il est second vice-président de la conférence des présidents d’université de janvier 1996 à mars 1997.
Il exerce d'autres fonctions dans le domaine de l'éducation, et est ainsi nommé recteur de l’académie de Créteil de mai 1998 à juin 2000, puis conseiller pour la recherche universitaire de février 2001 à mai 2002 auprès de Jack Lang, alors ministre de l'Éducation nationale.
Il est par ailleurs membre de plusieurs conseils de gestion liés à l'enseignement et à la recherche, comme le conseil d'administration de l'Observatoire de Paris (de 1991 à 1998), celui de l'Institut de physique du globe de Paris (de 1994 à 1997). Il est impliqué par ce biais dans plusieurs associations et est ainsi membre du conseil d'administration de l'association Bernard-Gregory (de 1994 à 2000), de l'Association Descartes (de 1994 à 1996). Sur le plan international, il est membre du conseil d'administration de l'Agence pour les relations internationales de l'enseignement supérieur (de 1993 à sa suppression en 1996), ou encore de l'Advisory Board du French Institute for Culture and Technology associé à l'université de Pennsylvanie de 1993 à 1998. Il est par ailleurs membre du comité directeur du programme CRE/Copernicus de 1994 à fin 1997, du comité consultatif national d'éthique de 1994 à 1997, ou encore du conseil supérieur de la recherche et de la technologie de 1997 à 1999. Il est par ailleurs président du jury du concours interne de l’agrégation de sciences physiques de 2003 à 2006.

## Distinctions
- Commandeur de l'ordre des Palmes académiques Il est nommé ex officio au grade de commandeur lors de sa nomination en tant que recteur de l'Académie de Créteil. Il était chevalier depuis 1992[1]
- Chevalier de l'ordre national du Mérite (1977)[1]
- Chevalier de la Légion d'honneur (2000)[1]

## Sources
1. 1 2 3 4 5 6 7 8 9  Jean-Pierre Dedonder, Laboratoire de physique nucléaire et de haute énergie, consulté sur lpnhe-theorie.in2p3.fr le 2 mars 2011